# Десета црногорска бригада
Десета црногорска бригада НОВЈ формирана је 18. септембра 1944. године у Буроњима код Подгорице од извиђачког батаљона Другог корпуса у ударних батаљона Ловћенског и Никшићког НОП одреда. Имала је 5 батаљона са укупно 1,500 бораца. Била је у саставу Приморске оперативне групе.

## Борбени пут бригаде
У завршним операцијама за ослобођење Црне Горе учествовала је у заузимању Чева 20. новембра, Грахова 20/21. октобра, Цетиња 13. новембра, Ријеке Црнојевића 14. новембра, Даниловграда 9. децембра, Подгорице 19. децембра 1944. и осталих места.
Од 15. априла до 15. маја 1945, учествовала је у чишћењу преосталих четничких група на простору између Пиве и Сутјеске и на Зеленгори, а у другој половини маја у саставу Сарајевске дивизије КНОЈ у планинском рејону између Рогатице, Чајнича, Горажда и Вишеграда.